# Дипломатске мисије у Јужном Судану
Јужни Судан је успоставио дипломатске односе са тридесетак држава. У главном граду Џуби налазе се дипломатска представништва неколико земаља. Тренутно од свих мисија, постоји укупно 15 амбасада.

## Амбасаде
| - Кина - Египат - Етиопија - Француска - Немачка - Ватикан - Индија - Кенија | - Холандија - Норвешка - Јужноафричка Република - Судан - Турска - Уједињено Краљевство - САД |

У процесу отварања:
- Русија[13]

## Конзулати и дипломатска представништва
- Канада (представништво Високог изасланика Канаде у Најробију)[14]
- Еритреја(конзулат)[15]
- Уганда (конзулат)[тражи се извор]

## Нерезиденте амбасаде
| - Аустралија (Најроби, Кенија) - Аустрија (Адис Абеба, Етиопија) - Белгија (Кампала, Угандаа) - Боцвана (Адис Абеба, Етиопија) - Бугарска (Адис Абеба, Етиопија) - Канада (Најроби, Кенија) - Куба (Адис Абеба, Етиопија) - Данска (Адис Абеба, Етиопија) - Финска (Адис Абеба, Етиопија) - Република Ирска (Адис Абеба, Етиопија) - Израел (Јерусалим, Израел) | - Италија (Адис Абеба, Етиопија) - Јапан (Картум, Судан) - Јужна Кореја (Картум, Судан) - Румунија (Картум, Судан) - Русија (Kampala) - Западна Сахара (Адис Абеба, Етиопија) - Словачка (Најроби, Кенија) - Шпанија (Картум, Судан) - Шведска (Картум, Судан) - Швајцарска (Адис Абеба, Етиопија) |